# Мікеле Моретті
Мікеле Моретті (італ. Michele Moretti; нар. 26 жовтня 1981, Сан-Марино) — санмаринський футболіст, захисник та півзахисник. Виступа за збірну Сан-Марино з футболу та футзалу.

## Клубна кар'єра
Футбольну кар'єру розпочав на батьківщині в клубі «Ювенес-Догана». З 2002 по 2004 рік виступав за «Доманьяно», з яким вигравав чемпіонат та кубок Сан-Марино. Виступав у Кубку УЄФА 2002/03 та 2003/04. Наступні 5 сезонів виступав за італійський клуб «Саммаурезе». З 2009 року знову захищав кольори «Доманьяно». З 2009 по 2012 рік виступав в оренді за аматорські італійські клуби «Тре Ессе Саудецио», «Віртус Тре-Вільяджи» та «Аска Борджи». Футбольну кар'єру хавершив 2018 року.

## Кар'єра в збірній
Виступав за юнацькі та молодіжні збірні Сан-Марино у вікових категоріях U-16, U-18 та U-21. Під час кваліфікації молдодіжного чемпіонат Європи 2004 року двічі зіграв проти Польщі (1:5 і 0:7).
У футболці національної збірної Сан-Марино дебютував 20 серпня 2003 року в нічийному (2:2) товариському матчі проти Ліхтенштейну у Вадуці. У 2004 році зіграв у матчі проти вище вказаного суперника, який став першою перемогою в історії збірної Сан-Марино (1:0). Учасник кваліфікаційних поєдинків чемпіонату світу 2006 року та чемпіонату Європи 2008 року. Загалом у 2003-2006 роках провів 9 матчів за збірну, голами не відзначався.

## Футзальна кар'єра
У футболці футзальної збірної Сан-Марино дебютував 14 січня 2015 року в програному (1:5) поєдинку кваліфікації чемпіонату Європи 2016 року проти Франції.

## Досягнення
«Доманьяно»
- Чемпіонат Сан-Марино
  -  Чемпіон (1): 2002/03

- Кубок Сан-Марино
  -  Володар (1): 2002